# Ryan McBean
Ryan McBean (født 22. april 1984) er en amerikansk fodbold-spiller fra USA, der pt. er free agent. Han har tidligere spillet seks år i NFL-ligaen, hvor han blandt andet har repræsenteret Denver Broncos. Han spiller positionen defensive tackle.